# Whose Wife?
Whose Wife? er en amerikansk stumfilm fra 1917 af Rollin S. Sturgeon.

## Medvirkende
- Gail Kane som Mary Melville
- Elizabeth Taylor som Mrs. Melville
- Edward Peil Sr. som John Herrick
- Harry von Meter som Claude Varden
- Ethel Ullman som Nitra Ruiz